# Viktor Lindblad
Viktor Lindblad, född 26 juli 1862 i Svenarums socken i Jönköpings län, död 5 november 1920 i Örebro, var en svensk konstnär och fanmålare.
Han var son till smedmästaren Johan Lindblad, Han var gift med Ida Sofia Andersson och far till George Lindblad.
Lindblad gick  i lära hos sin äldre bror som var yrkesmålare. Som 17-åring fick han ett stipendium och reste till Stockholm för att där få konstnärlig utbildning vid Tekniska skolan omkring 1895. Efter två års studier återvände han till Jönköping där han försörjde sig som porträtt- och landskapsmålare. Han började måla standar och fanor runt 1896 och eftersom han var aktiv inom nykterhetsrörelsen i Jönköping är det är troligt att han fick sina första beställningar därifrån. Han flyttade till Örebro våren 1897 och etablerade en firma som målade fanor och standar. När hans nya ateljé blev färdig 1908 sysselsatte han fem anställda. Ateljén fungerade även som målarskola med bland annat Harald Ericsson och Martin Åberg som elever. Hans verksamhet som fanmålare gav arbete till småindustrin i närheten som tillverkade tofsar, snoddar, bärremmar och stänger. Fackförenings- och nykterhetsrörelsens starka frammarsch under 1900-talets första decennium gjorde att firman fick mängder av beställningar och på drygt tio år hade han etablerat sig som en av de främsta fantillverkarna i landet. När Lindblad avled i en hjärtattack 1920 drevs firman vidare av hans änka Ida Lindblad med hjälp av hans elev Ragnar Dahlkvist. Paret Lindblad är begravda på Längbro kyrkogård i Örebro.